# Pouf (meuble)
Pour les articles homonymes, voir Pouf.

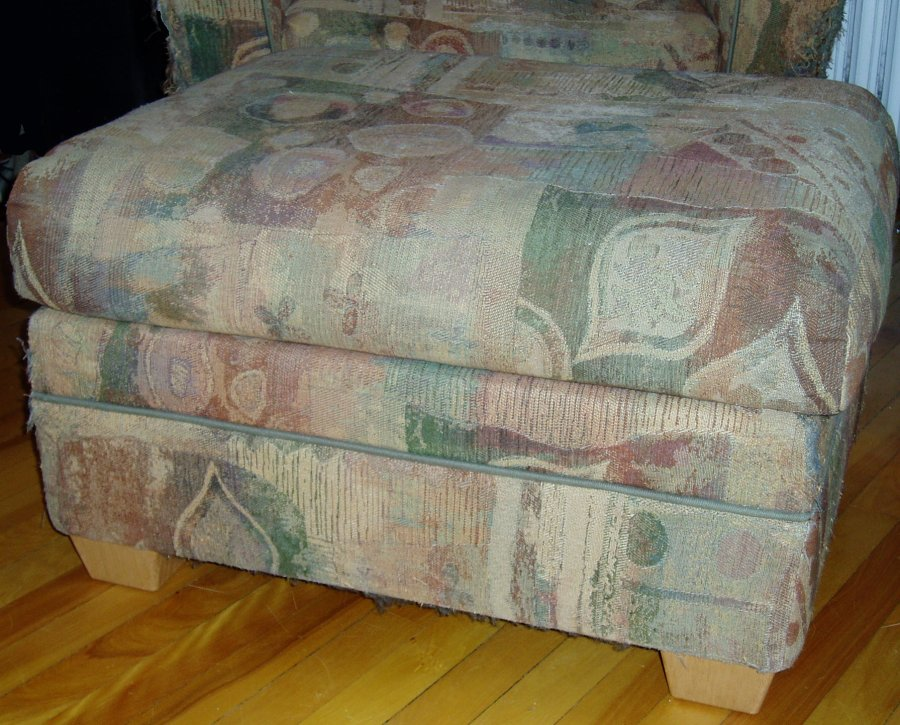
Pouf.

Un pouf, également connu sous d'autres noms selon les régions et les cultures (ottoman, ...) est un type de siège sans dossier, souvent utilisé comme un élément de mobilier auxiliaire dans les pièces. Contrairement aux canapés et aux fauteuils, les poufs sont généralement de petite taille et peuvent servir de siège, de repose-pieds ou même de table basse.

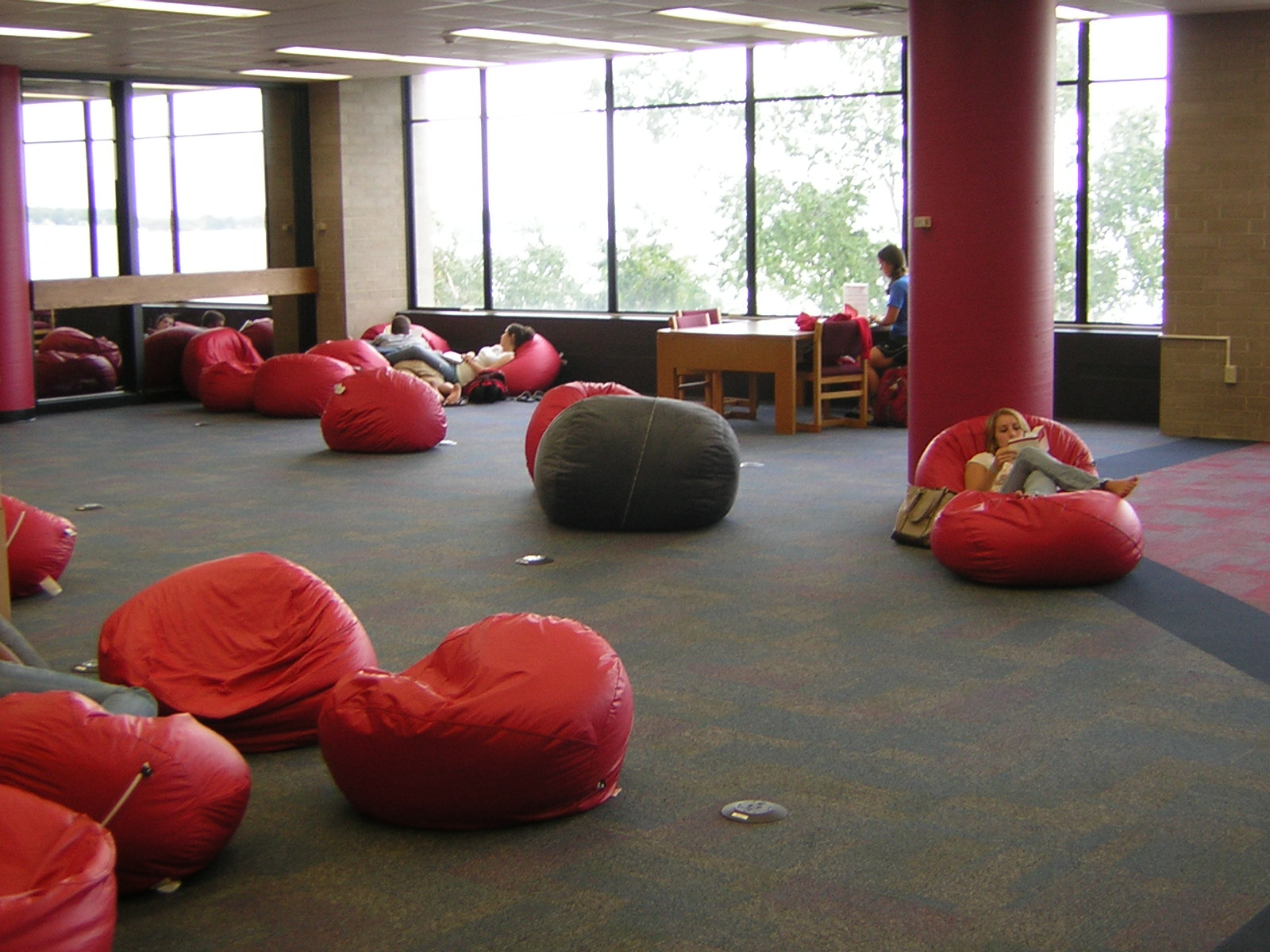
Des gens assis sur des poufs, sacs remplis de petites billes ou de tissus et épousant la forme de la personne assise.

Ce terme désigne également des sièges constitués d'un sac rempli de petites billes de polystyrène expansé, de chutes de tissus ou de boules de papier journal, conçu pour épouser la forme de celui qui s'y assoit. Par la position très basse et inclinée qu'ils imposent, ces poufs sont surtout utilisés pour la lecture en intérieur, comme les chaises longues en extérieur.

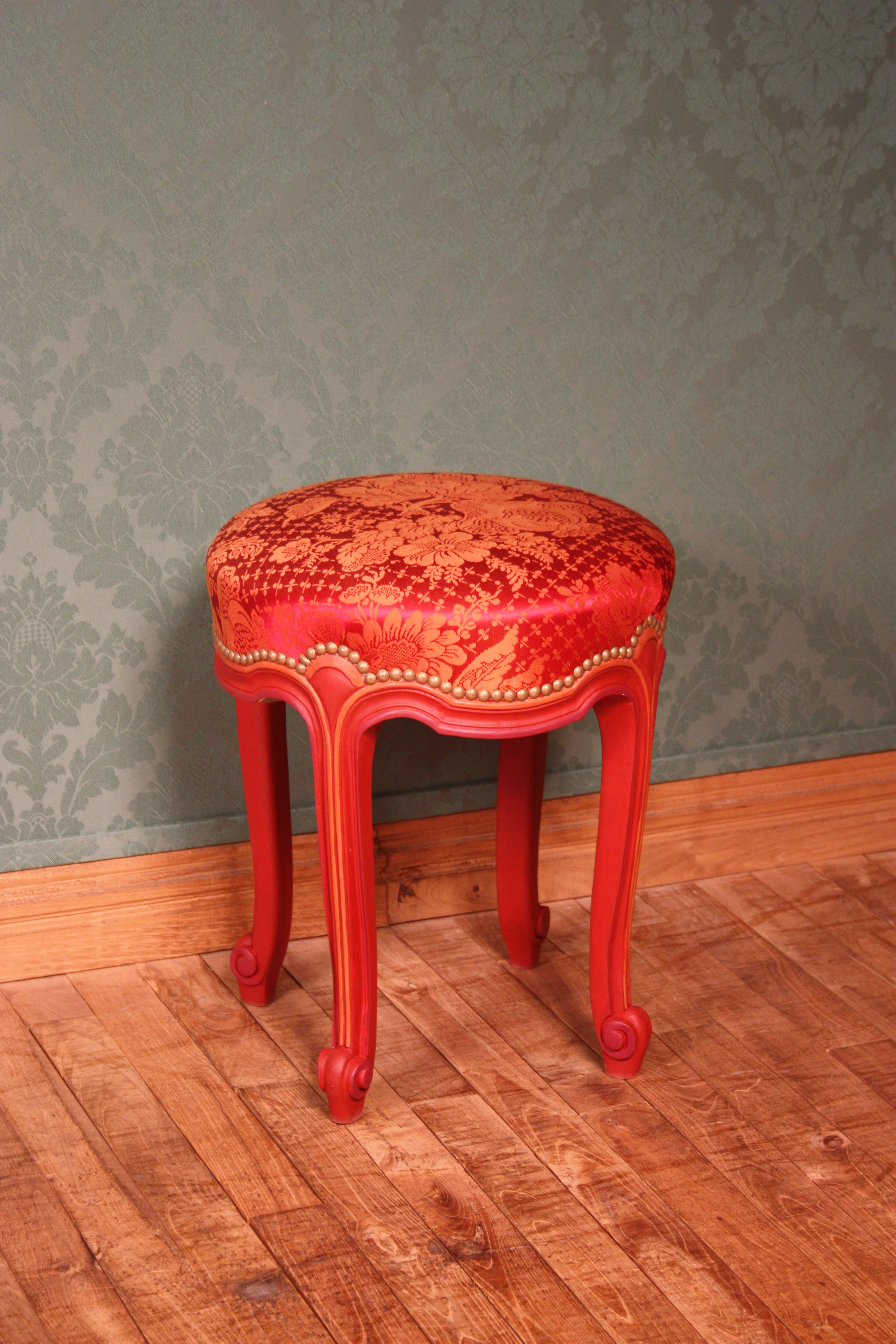
Réplique d'un pouf rond ancien de style Louis XV.
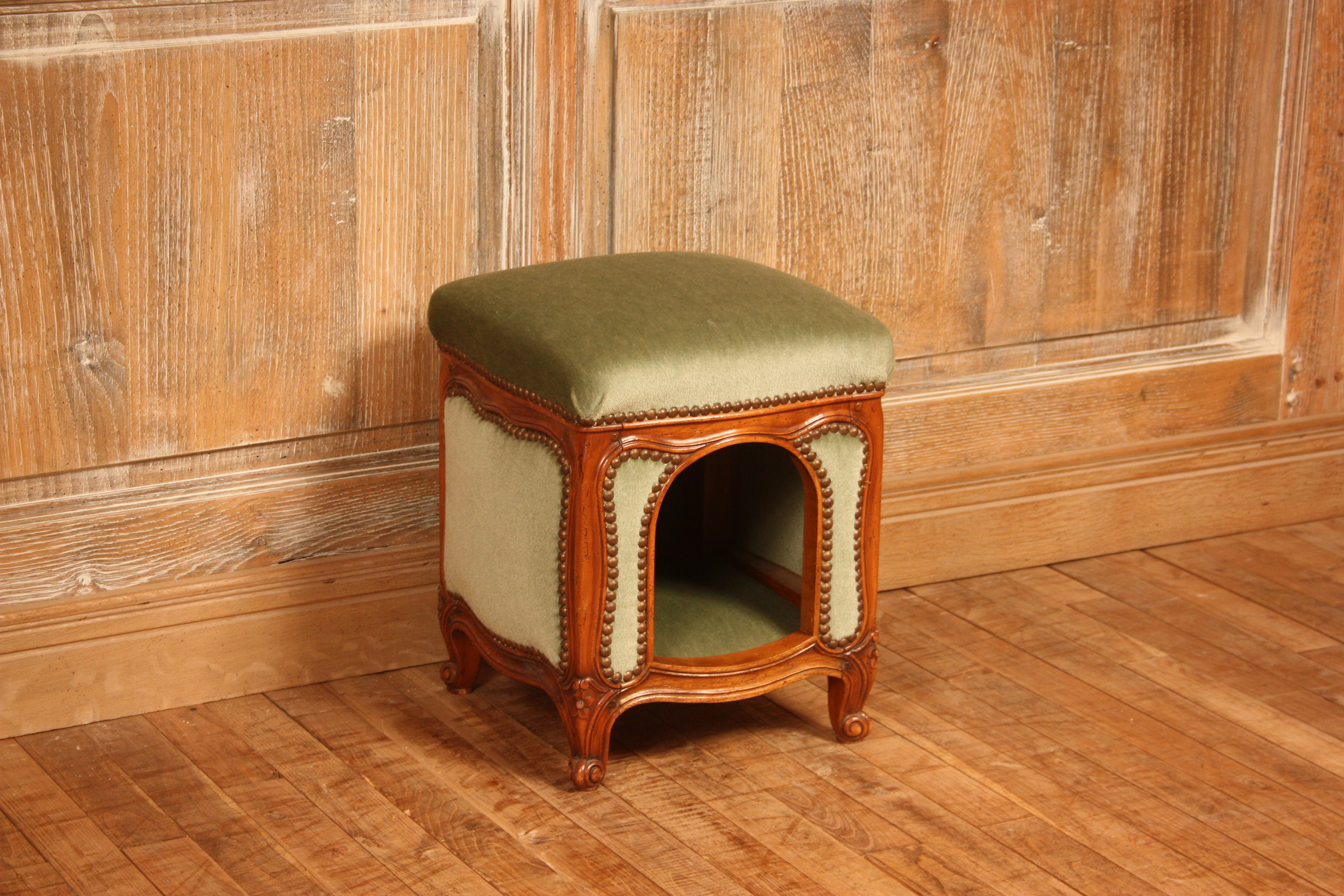
Réplique d'un pouf à chat d'époque de style Louis XV.
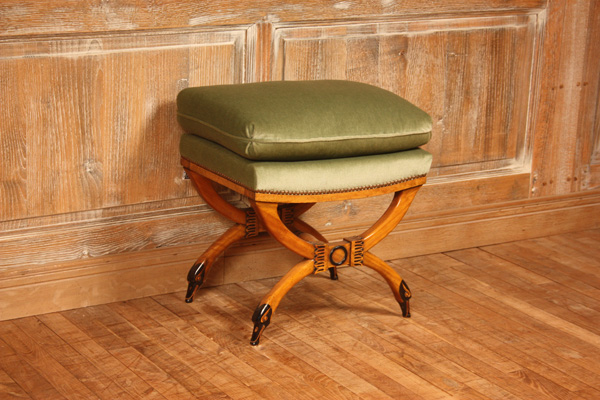
Réplique d'un pouf en X à « col de cygne » de style Empire.